# 경주 사마소
경주 사마소(慶州 司馬所)는 대한민국 경상북도 경주시에 있는 건축물이다. 1985년 8월 5일 경상북도의 문화재자료 제2호로 지정되었다.

## 개요
조선시대 과거시험에 합격한 지방의 선비들에게 유학을 가르치거나 정치를 토론하던 곳이다. 또한 자기수양을 위해 선비들이 찾던 곳으로, 연산군 때에는 백성들에게 곡식을 빌려주었다고 한다.
언제 처음 세웠는지는 확실하지 않으나 조선 선조 25년(1592) 임진왜란 때 불타 없어진 것을 영조 17년(1741)에 다시 세워 ‘풍영정’이라 불렀다.
원래 동쪽으로 300m 떨어진, 신라 때 월정교가 있던 자리에 있었는데 1984년 이곳으로 옮겼다.
건물은 앞면 4칸·옆면 2칸 규모이며, 지붕은 옆면에서 볼 때 여덟 팔(八)자 모양인 팔작지붕이다. ‘사마소(司馬所)’라는 현판은 영조 38년(1762) 당시 부윤벼슬을 지내던 홍양한이 쓴 것이다.

## 현지 안내문
사마소는 조선시대의 과거에 합격한 그 지방의 생원과 진사들이 유학을 가르치거나 정치를 토론하던 건물이다. 지위가 높은 사람도 자기 수양을 위해 이 곳을 찾아왔다고 한다. 연산군 때에는 생원·진사들이 모여 학문을 토론하고 백성에게 양식을 빌려주기도 하였다는 곳이다.
처음 세워진 연대는 확실치 않으나 선조 25년(1592년) 임진왜란으로 불타 없어진 뒤 영조 17년(1741)에 다시 지어 풍월정이라 불렀다. 옆면의 사마소라는 현판은 영조 38년(1762년) 당시의 부윤 홍양한이 쓴 것이다. 함께 있는 병촉헌은 순조 32년(1832년) 생원 최기영이 지은 것이다.
이 건물은 원래 이곳으로부터 동쪽으로 300m 거리에 있는 신라시대 월정교 터의 북쪽 교대 위에 세워져 있던 것을 1984년 이곳으로 옮겨왔다. 건물 안에는 이 건물을 고쳐 온 내용이 담긴 현판들이 걸려 있어 그 내력을 알려주고 있다.

## 참고 자료
- 경주사마소 - 국가유산청 국가유산포털